# Le Briseur d'âmes
Le Briseur d’âmes (titre original : Der Seelenbrecher) est un thriller psychologique écrit par l’auteur Sebastian Fitzek en 2008, paru originellement aux éditions Droemer Knaur. Il est ensuite traduit en français puis édité aux Éditions de l'Archipel en 2012. Il s'agit du quatrième roman de Fitzek, confirmant sa place d’auteur de best-sellers après le succès de Thérapie, son premier roman. 

## Synopsis
Le livre commence sur une expérience universitaire. Un professeur propose à ses élèves de lire un dossier médical particulier, celui de Casper, un homme amnésique, interné dans la clinique dirigée par le professeur Samuel Rassfeld. Deux des élèves décident de tenter l’expérience, et se plongent dans la lecture du dossier. Le roman alterne ainsi entre le dossier et les commentaires des étudiants. 
Le dossier relate les événements qui se sont déroulés lors d'une veille de Noël, dans la clinique presque vide. Une tempête isole les occupants du monde extérieur lorsqu'une ambulance dérape dans les environs. L’ambulancier, transporte un homme qu’il a récupéré, inconscient, dans une chambre d’hôtel. L’homme se lève pour ensuite se planter son canif dans la gorge, perturbant ainsi l’ambulancier. Les deux arrivants sont transportés dans la clinique.
Plus tard dans la nuit, Casper découvre son docteur traitant, Sophia Dorn, dans un état léthargique. Elle ne semble pas blessée physiquement, mais anéantie psychiquement, suivant le mode opératoire du Briseur d’âmes, un psychopathe qui sévit dans la région, qui en est à sa troisième victime et qui ne laisse pour seul indice qu’une phrase énigmatique sur ses victimes. Casper et le reste de la clinique se retrouvent enfermés avec le tueur pour le reste de la nuit dans un huis-cols oppressant...

## Personnages
- Casper : Le personnage principal, un patient atteint d’amnésie rétrograde.
- Professeur Samuel Rassfeld : Chef de service médical et directeur de la clinique.
- Docteur Jonathan Bruck : Patient de l’ambulancier, et psychiatre au sein de la clinique.
- Docteur Sophia Dorn : Psychiatre, et médecin traitant de Casper.
- Dirk Bachmann : Concierge de la clinique.
- Yasmin Schiller : Infirmière de la clinique.
- Sybille Patzwalk : Cuisinière de la clinique.
- Tom Schadeck : Ambulancier transportant le docteur Jonathan Bruck.
- Greta Kaminsky : Patiente de la clinique.
- Linus : Patient de la clinique.

## Adaptations

### Au théâtre
Marc Gruppe, dramaturge allemand, adapte le livre au théâtre en 2011, pour une première mondiale le 17 septembre 2011 au Komödie am Altstadtmarkt (de) de Brunswick en Allemagne.  Elle sera ensuite jouée au Berliner Kriminal Theater (de), le théâtre criminel de Berlin, le 26 septembre 2013 et continuera de tourner dans toute l’Allemagne.  La pièce séduit le public et la presse au point de compter plus de cinquante dates,.

## Édition

### Édition allemande
- Sebastian Fitzek, Der Seelenbrecher, Knaur Taschenbuchverlag, München, 2008, 368 pages,  (ISBN 978-3426637920)

### Édition française
- Sebastian Fitzek, Le briseur d’âmes, Éditions Archipel, Paris, 2012, 266 pages,  (ISBN 978-2-809-80642-7)
- Sebastian Fitzek, Le briseur d’âmes, Le Livre de Poche, Paris, 2013, 312 pages  (ISBN 978-2-253-17371-7)